# بيل بيركت
بيل بيركت (بالإنجليزية: Bill Birkett)‏ هو مصور بريطاني، ولد في 13 مايو 1952.